# Thamnophis hammondii
Thamnophis hammondii — вид змій родини полозових (Colubridae). Інша назва: підв'язкова змія Годмана.

## Етимологія
Змія названа на честь американського лікаря-невролога Вільяма Гаммонда, який зібрав перші зразки виду.

## Поширення
Вид поширений на заході Північної Америки: вздовж південного узбережжя американського штату Каліфорнія та у мексиканському штаті Баха-Каліфорнія. Трапляється на висотах від рівня моря до приблизно 2450 м над рівнем моря.

## Опис
Тіло завдовжки 45-75 см, включаючи хвіст. Голова ледве ширша за шию. У дикій природі трапляється дві варіації кольорів — смугастий і картатий. Смугаста морфа має жовтувату бічну смужку з кожного боку і досить рівномірний тильний колір. У картатому варіанті бракує бічних смуг і має два ряди невеликих темних плям з кожного боку.

## Спосіб життя
Живе вздовж постійних або напівпостійних водойм. Живиться рибою та земноводними.